# Knight Orc
Knight Orc ist ein Textadventure mit Grafiken, entwickelt vom britischen Computerspielehersteller Level 9. Es wurde 1987 für diverse Heimcomputer veröffentlicht.

## Handlung
Der Spieler repräsentiert den Ork Grindleguts, der sich am Vortag in der in einem fiktiven Fantasyreich befindlichen Gaststätte „Orcs Head Tavern“ gemeinsam mit anderen Orks amüsiert hatte. Nachdem Grindleguts alkoholbedingt das Bewusstsein verloren hatte, gerieten seine Trinkkumpane mit einer Gruppe Menschen in einen Streit, in dessen Rahmen sie den Menschen die Teilnahme an einem Tjost zusagten. Um ihr Wort zu halten, präparierten sie den hilflosen Grindleguts für den Wettbewerb und suchten selbst das Weite. Zu Beginn des Spiels findet sich Grindleguts auf ein Pferd gebunden wieder, eine Lanze unter den Arm geklemmt und auf bestem Wege, einem menschlichen Ritter als wehrloses Opfer in einem Tjost zu dienen. Aufgabe des Spielers ist es, sich in einer durch Orks feindlich gesinnten Menschen bevölkerten Welt zu orientieren und sich an seinen seiner eigenen Rasse entstammenden Peinigern zu rächen.

## Spielprinzip
Knight Orc ist ein Textadventure, das heißt, Umgebung und Geschehnisse werden als Bildschirmtext aus- und die Handlungen des Spielers ebenfalls als Text über die Tastatur eingegeben und von einem Parser abgearbeitet. In fast allen Versionen werden die Szenerie illustrierende, handgezeichnete und dann digitalisierte Standbilder angezeigt, die die obere Hälfte des Bildschirms einnehmen. In der Spectrum-Version musste der Spieler aufgrund des begrenzten Speicherplatzes auf Grafiken verzichten.

## Entwicklungsgeschichte
Aufgrund der begrenzten Speicherkapazitäten früher Heimcomputer ist Knight Orc in drei Teile unterteilt, die nacheinander gespielt werden müssen. Die Entwicklungsumgebung, mit der Level 9 arbeitete, wurde extra für dieses Spiel weiterentwickelt und bekam den Namen „KAOS“, was für „Knight Orc Adventure System“ steht – die Falschschreibung wurde durch Level 9 geflissentlich ignoriert. Eine Besonderheit der KAOS-Entwicklungsumgebung war die Möglichkeit, computergenerierte Charaktere umfassend zu simulieren, was zum Erscheinungszeitraum des Spiels noch ein ungewöhnlicher Ansatz war. Knight Orc macht von dieser Möglichkeit Gebrauch und integriert zahlreiche computergesteuerte Charaktere mit Eigenleben, die unabhängig vom Handeln des Spielers ihren Geschäften nachgehen.
Dem Originalspiel beigelegt war eine gedruckte Kurzgeschichte von Peter McBride namens The Sign of the Orc, die die Hintergrundgeschichte zum Spiel ausführt.

## Rezeption
Für die Happy Computer kritisierte Boris Schneider-Johne den aus seiner Sicht „überqualifizierten“ Parser sowie die Grafiken, sein Kollege Anatol Locker lobte hingegen die Handlung und die Interaktion der NPCs miteinander.
Sinclair User zeigte sich trotz der fehlenden Grafiken rundum begeistert, hob die „exquisiten“ Raumbeschreibungen und die pseudointelligenten NPCs hervor und verglich den Humor des Spiels mit dem von Douglas-Adams-Romanen.
Das SPAG Magazine fand 1998 retrospektiv nichts Negatives anzumerken, lobte Hintergrundgeschichte, Parser und insbesondere die selbstständig agierenden Charaktere und warf die These auf, Knight Orc sei wegen eines Antihelden als Spielcharakter der kommerzielle Durchbruch verwehrt worden.